# Aurora-Ball-Tänze
Aurora-Ball-Tänze, op. 87, är en vals av Johann Strauss den yngre. Den spelades första gången den 18 februari 1851 i Wien.

## Historia
Valsen komponerades och hade premiär med anledning av en festival för den kortlivade konstnärsföreningen "Aurora" i Wien. Konstnärsföreningen hade fått sitt namn efter morgonrodnadens gudinna i grekisk mytologi. Namnet hade också en symbolisk karaktär då konstnärerna hoppades på en friare och liberal tid. Vanligtvis avhölls balerna i "Aurora" i blygsamma omgivningar, men vid sällsynta tillfällen tog föreningen över den rymliga och trendiga danslokalen Zum Sperl i förorten Hietzing, och det var där som Strauss dirigerade valsen för första gången den 18 februari 1851. 

## Om valsen
Speltiden är ca 6 minuter och 22 sekunder plus minus några sekunder beroende på dirigentens musikaliska tolkning.

## Weblänkar
- Dynastin Strauss 1850 med kommentarer om Aurora-Ball-Tänze.
- Aurora-Ball-Tänze i Naxos-utgåvan.